# اچ‌ام‌اس ویندیکتیو (۱۸۱۳)
اچ‌ام‌اس ویندیکتیو (۱۸۱۳) (به انگلیسی: HMS Vindictive (1813)) یک کشتی بود که طول آن ۱۷۶ فوت ۲ اینچ (۵۳٫۷۰ متر) بود. این کشتی در سال ۱۸۱۳ ساخته شد.